# Dekanat miński I
Dekanat miński I – jeden z siedmiu miejskich dekanatów wchodzących w skład eparchii mińskiej Egzarchatu Białoruskiego Patriarchatu Moskiewskiego.

## Parafie w dekanacie
- Parafia św. Cyryla Turowskiego w Mińsku
  - Cerkiew św. Cyryla Turowskiego w Mińsku
- Parafia Świętego Ducha w Mińsku
  - Sobór Świętego Ducha w Mińsku
- Parafia św. Jana Kronsztadzkiego w Mińsku
  - Cerkiew św. Jana Rilskiego w Mińsku
- Parafia św. Jana Teologa w Mińsku
  - Cerkiew św. Jana Teologa w Mińsku
- Parafia św. Marii Magdaleny w Mińsku
  - Cerkiew św. Marii Magdaleny w Mińsku
- Parafia Opieki Matki Bożej w Mińsku
  - Cerkiew Opieki Matki Bożej w Mińsku
- Parafia Świętych Apostołów Piotra i Pawła w Mińsku
  - Sobór Świętych Apostołów Piotra i Pawła w Mińsku

## Galeria

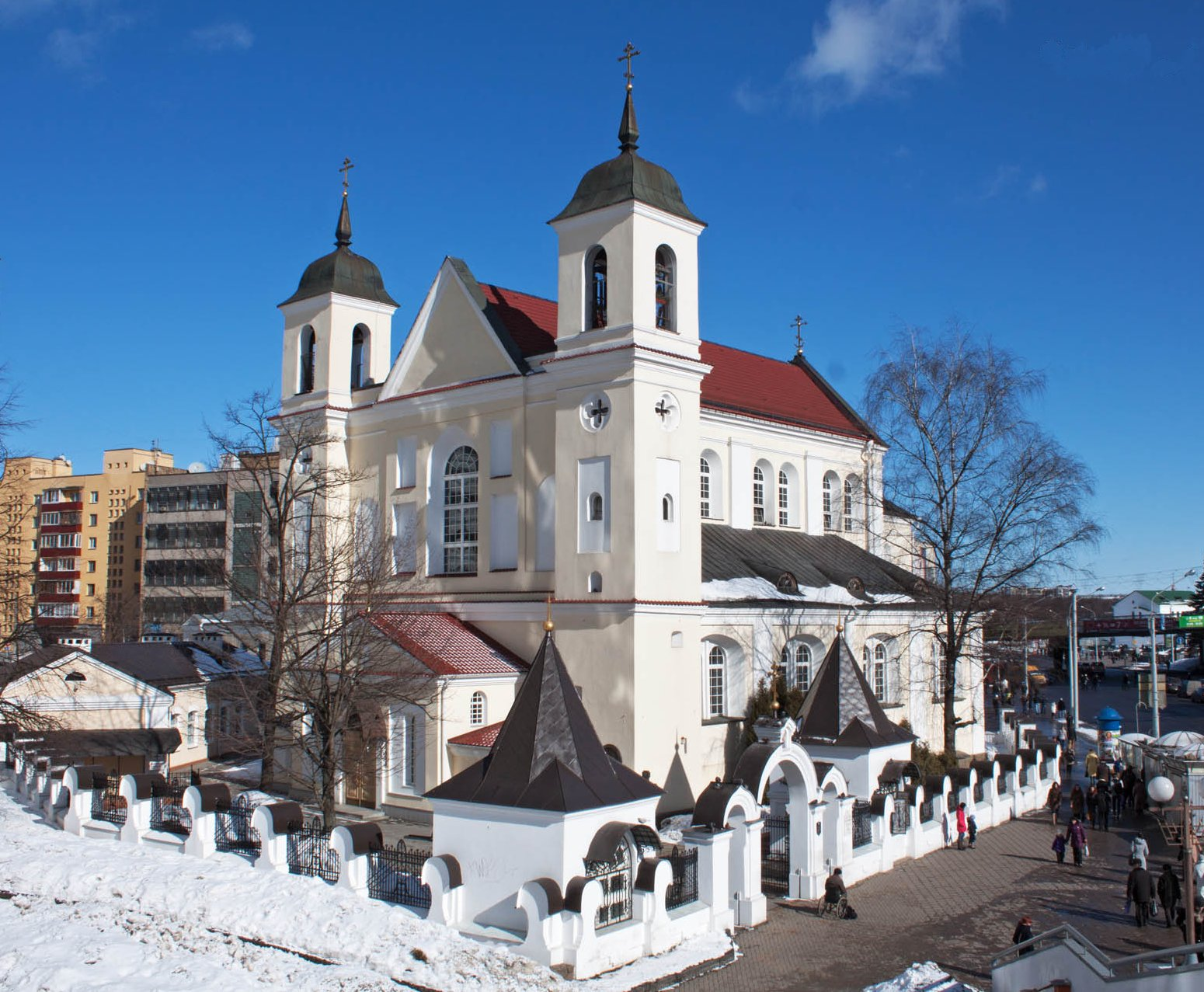
Sobór Świętych Apostołów Piotra i Pawła w Mińsku
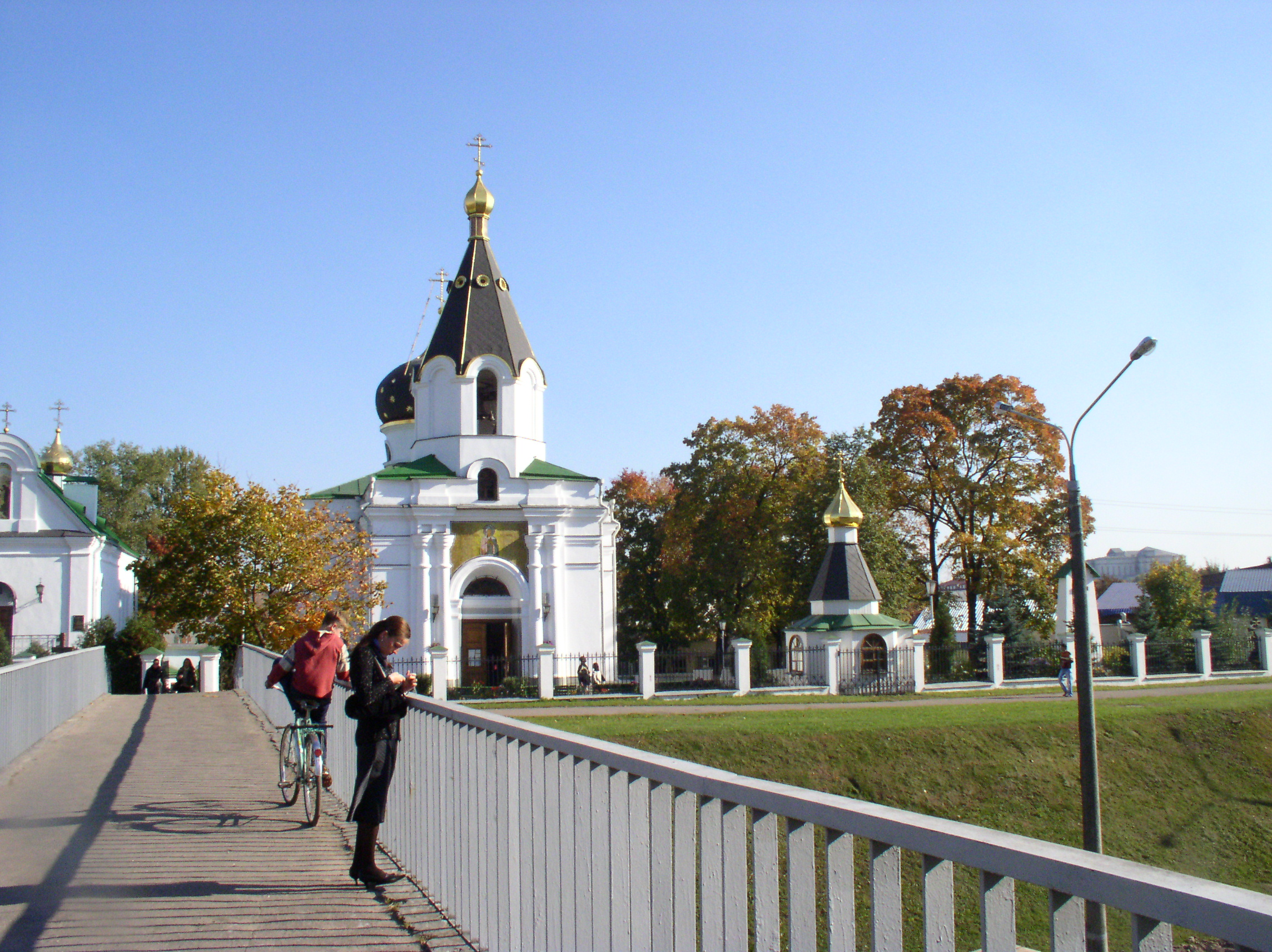
Cerkiew św. Marii Magdaleny w Mińsku
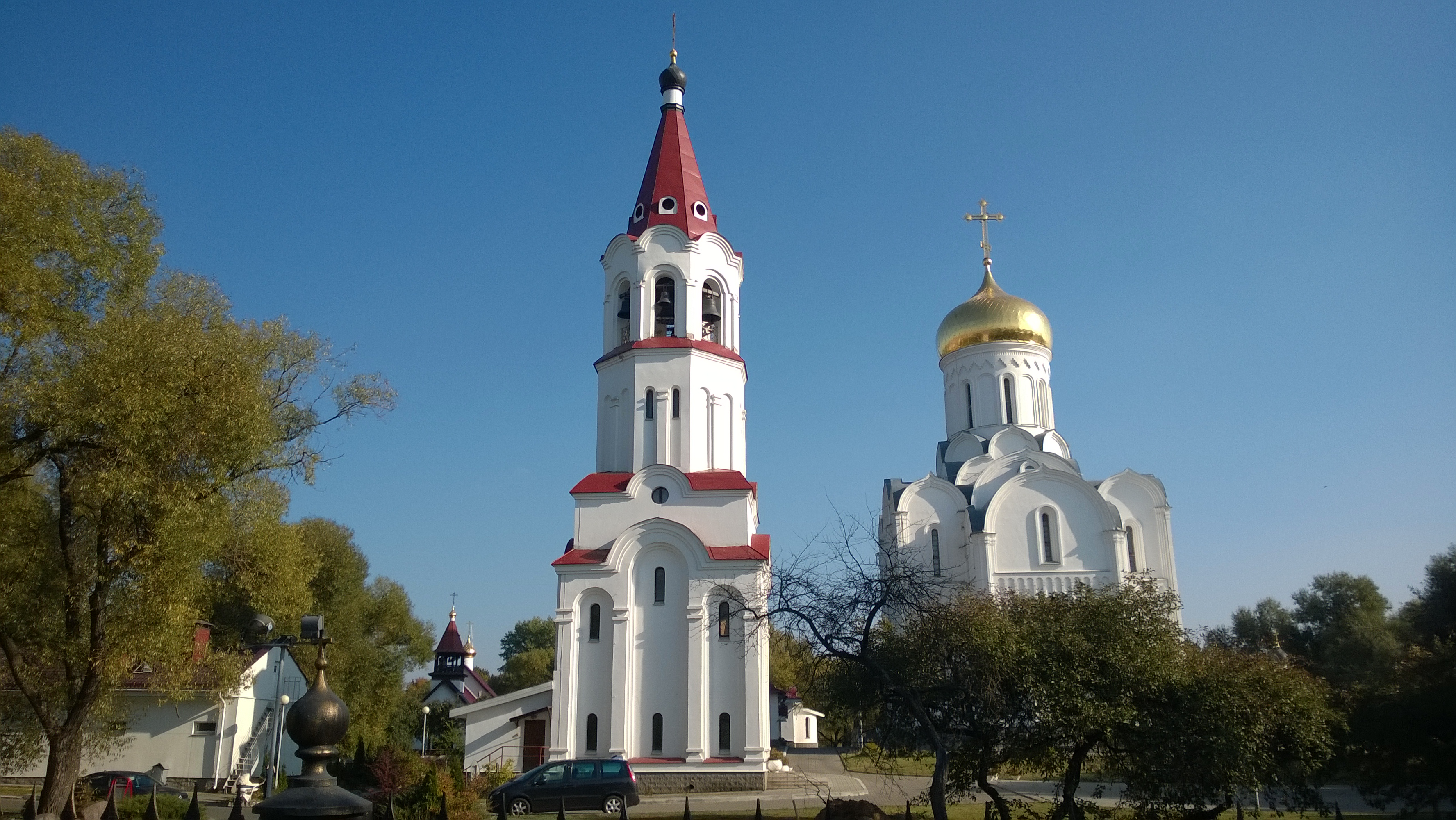
Cerkiew Opieki Matki Bożej w Mińsku
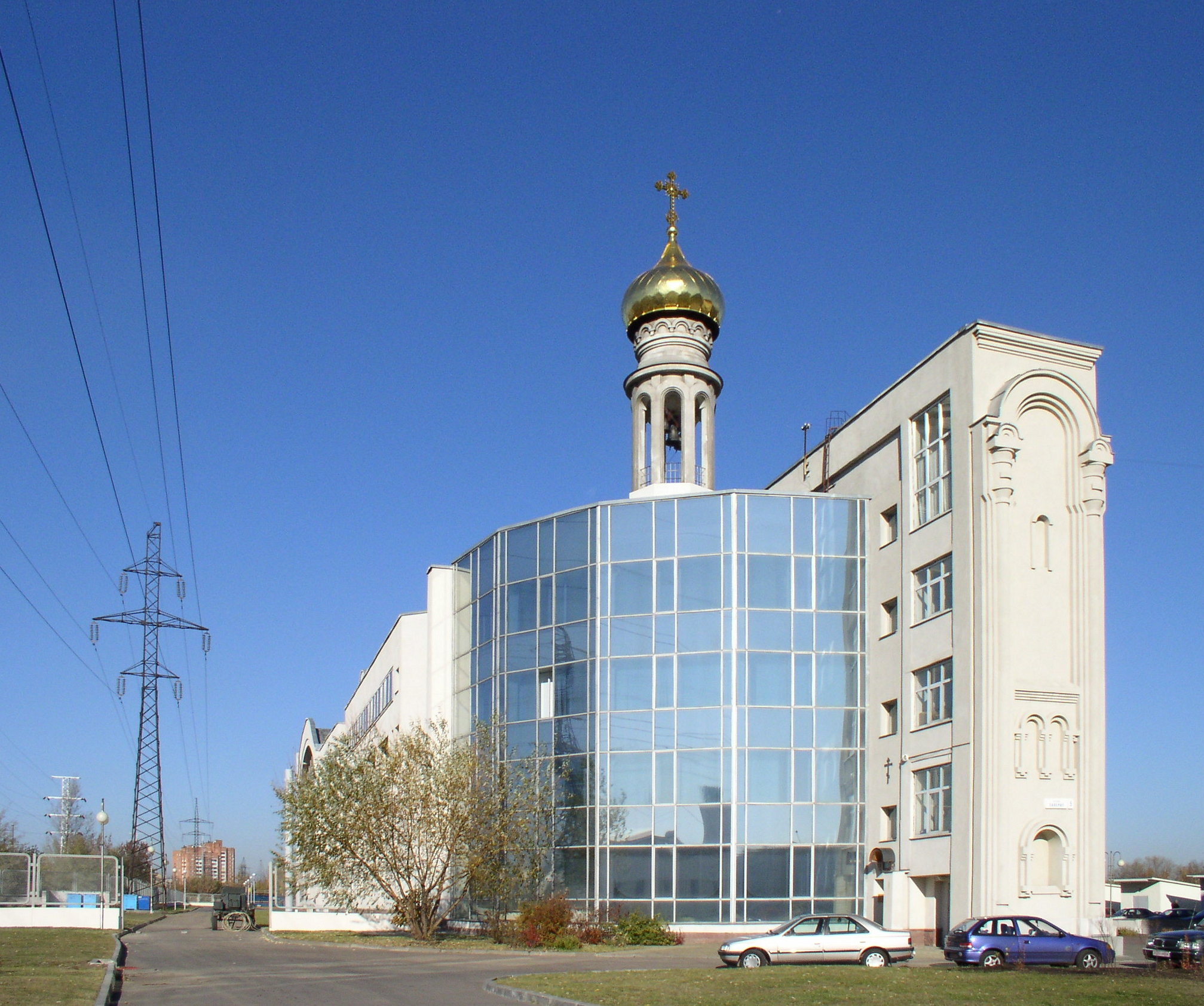
Cerkiew św. Jana Rilskiego w Mińsku
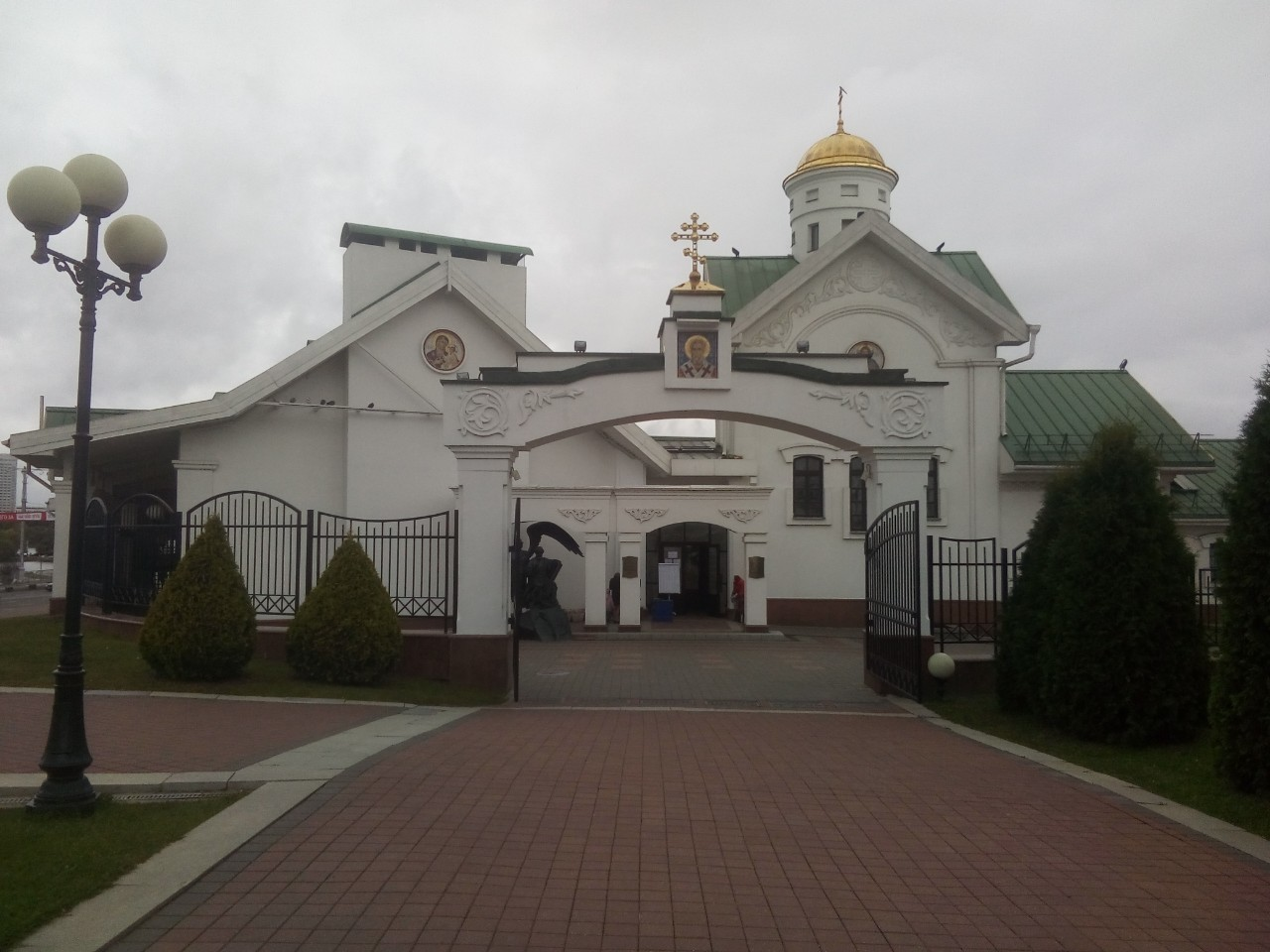
Cerkiew św. Cyryla Turowskiego w Mińsku